# マクラウケニア科
マクラウケニア科（マクラウケニアか、学名：Macraucheniidae）とは、南アメリカから中央アメリカにかけて生息していた、絶滅した蹄を持った草食動物のこと。

## 進化史
進化傾向は外鼻孔の後退と、それによる鼻が長くなることで、嗅覚が発達していたと考えられている。非常に発達した種では頭頂部にまでも外鼻孔がある。
鮮新世の南北アメリカ合体により、衰退したが、更新世には北アメリカにも分布し、南北アメリカ合体後も北アメリカからの移住者らと競合しながらも生きていけるような適応形態だったと考えられる。

## 形態
大きさは中型のウマからラクダほどの大きさのもので、四肢と頸椎が長く、背中がまっすぐで、外見的にはラクダ科に類似している。また、進化した種ほど外鼻孔が後退しており、バクのような機能形態を持っていたと考えられる。代表種のマクラウケニアは外鼻孔が背側によっており、バクのものに近い吻を持っていたとされていたが、後年の研究では鼻の形態はむしろヘラジカに似ていたという推測もある。
臼歯は隙間なく高歯冠だが、真獣類の基本の歯の数、3，1，4，3を残している。蹄は3本で、奇蹄目に類似している。

## 分布
暁新世に、南アメリカ大陸で出現し、少し繁栄し、後の鮮新世の南北アメリカの合体により、北アメリカにまで分布したが、他の有蹄類と競合し、更新世には絶滅した。